# El Fargue

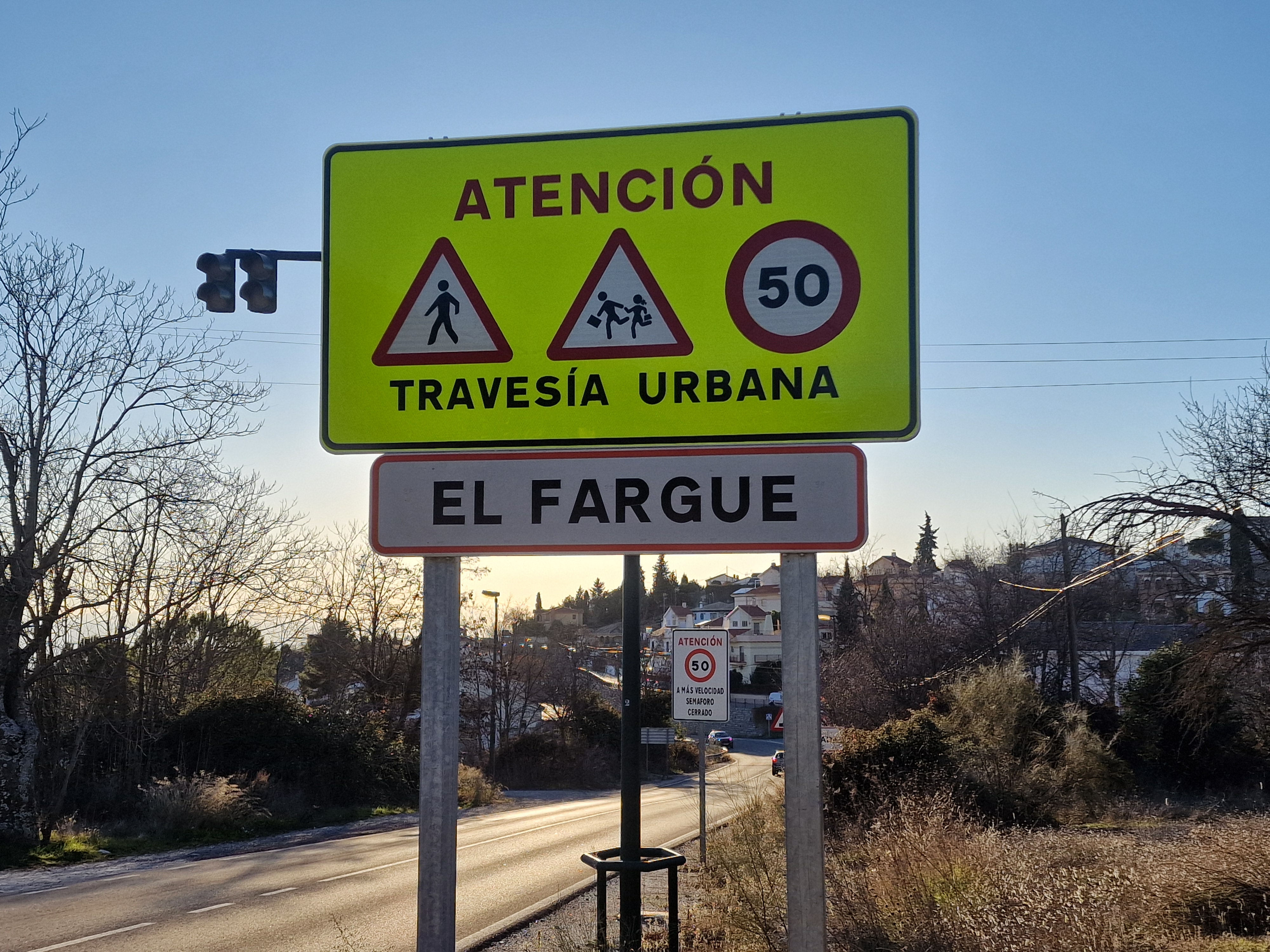
Entrada a la localidad por la carretera de Murcia, travesía de la A-4002

El Fargue (o simplemente Fargue; oficialmente Alquería del Fargue) es una localidad y barrio de la ciudad española de Granada, en el distrito municipal del Albaicín, situado en la zona nororiental de la capital granadina. El Fargue limita con los barrios de Parque Nueva Granada, Cercado Bajo de Cartuja, Haza Grande, Sacromonte, Realejo-San Matías y Lancha del Genil, así como con los términos municipales de Víznar, Huétor Santillán, Beas de Granada, Dúdar, Pinos Genil y Cenes de la Vega. Es, junto con Bobadilla y Lancha del Genil, uno de los tres núcleos situados fuera de los límites urbanos de la ciudad.

## Historia

### Orígenes del barrio
Como tal alquería surge El Fargue por el florecimiento de los cármenes junto al cauce de la acequia de Aynadamar, de 13 km de trayectoria, que conectó el manantial de Fuente Grande con el barrio del Albaicín. Esta acequia se proyectó en tiempos del Rey Badis, hacia 1066, si bien concluyen las obras entrados en el reinado de Abd Allah. Y fue entonces cuando se implantaron innumerables molinos en todo su recorrido que aprovechaban el agua para diferentes fines.
Como consecuencia del paso de esta acequia por el barrio, en 1908 Alfonso XIII inauguró, en El Fargue, la primera Fábrica Nacional de Pólvora y Explosivos, en la zona donde ya existían los antiguos molinos de pólvora y salitre. Fue privatizada en el año 2001 y comprada por Santa Bárbara Sistemas (SBS), empresa armamentística integrada en el grupo multinacional estadounidense General Dynamics. En febrero de 2009 SBS anunció la producción en esta fábrica de un innovador sistema de blindaje para diferentes tipos de vehículos militares, que permanecen hasta la actualidad. En dicho centro de producción, también fabrica otros tipos de armamento como misiles de corto alcance Spike destinados al Ejército de Tierra y a la Infantería de Marina, etc.

### Evolución histórica del barrio
No hay referencias fidedignas de que en el territorio que hoy ocupa la Alquería del Fargue hubiera asentamientos humanos que definieran una población suficiente y digna de recibir tal catalogación antes de la construcción de la acequia.
En muchos aspectos, la acequia de Aynadamar marca un antes y un después no solo observable en lo geográfico o en lo económico. Su trazado en época zirí, de 1075 a 1090, es una fecha crucial en la historia de los asentamientos humanos en la zona. La alquería empieza a tomar forma cuando se edifican los molinos de todo tipo y los cármenes, en donde personajes acomodados de la sociedad encuentran su lugar de expansión y recreo, por la abundancia de agua de la zona, así como, por un clima benigno y acogedor y la contemplación de Sierra Nevada.
Gracias a las aguas de la acequia se empiezan a producir todo tipo de frutas y verduras, y la alquería, alcanza importancia en el suministro de víveres a la ciudad. Por todo lo expuesto hacia la mitad del siglo XII, la población va adquiriendo una dimensión de cierta importancia.
La existencia de una Fábrica de Pólvoras en la Alquería del Fargue se debe al asentamiento, hacia 1235, de dos molinos de pólvora y salitre. La evolución lógica de la tecnología puesta al servicio de la elaboración de la pólvora, hizo desaparecer cualquier vestigio de la existencia de estos molinos. No obstante, algunos restos arqueológicos de los edificios en que estaban enclavados, han llegado hasta la década de los ochenta del pasado siglo.

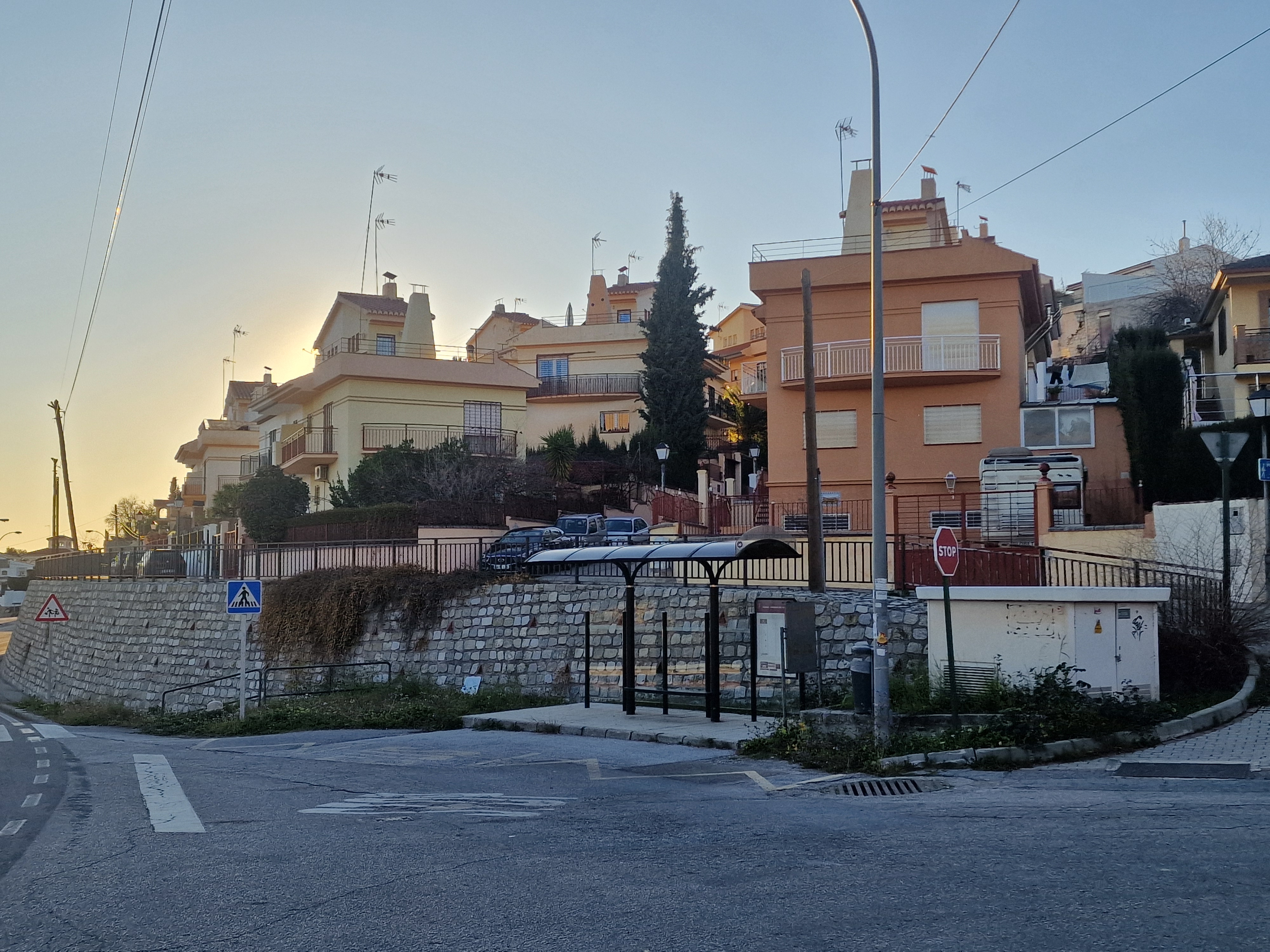
Parada de bus El Fargue-Mirador del Veleta

El mayor servicio doméstico que la acequia de Aynadamar ha proporcionado a la Alquería del Fargue ha sido el suministro de agua para su uso en los hogares y haciendas a lo largo de diez siglos de existencia de la población. Ahora bien, el agua llegaba a los domicilios, salvo contadas excepciones, transportada por los propios usuarios desde los tomaderos habilitados al efecto, sin canalizaciones ni tomas particulares. Los habitantes de El Fargue tomaban el agua de la acequia con sus cántaros de cerámica o sus cubos metálicos. Sin embargo, los molinos harineros y de pólvora, así como los hornos de pan, tenían su propio tomadero de agua, habilitado y conservado por los propios dueños de las fincas en cuestión. Con posterioridad, y hacia 1770, también existieron los pilares públicos de piedra labrada, distribuidos a lo largo de la alquería y que cumplían la doble función de pilar y lavadero público y que estaban construidos de tal forma que facilitaban la labor de lavandería.
Por la importancia que tiene el agua en la alquería, el elemento decorativo urbano de mayor relevancia es una fuente, que estuvo ubicada en diferentes lugares del barrio, y que ha sido tomada, por la Asociación de Vecinos Aynadamar como icono para su logotipo.  
Si bien los inicios de la población, como asentamiento urbano, se produce con la edificación de cármenes aislados, donde la gente acomodada veraneaba; poco a poco se fueron formando las primeras agrupaciones de casas para habitar permanentemente, dando lugar a dos agrupaciones importantes: el Barrio Alto y Calle Real (o Barrio Bajo). Siempre vivieron su transcurso de los años como si de dos poblaciones diferentes se tratara, con características propias definidas, separadas por la propia fábrica, manteniéndose la separación en la actualidad.
En los primeros años del siglo XX, el Barrio Bajo alcanza una extensión próxima a la que tiene actualmente, y en 1915 se construye la Carretera de Murcia, por la que circulaban cada vez más vehículos a motor y menos diligencias.
Los márgenes de la fábrica, construida en 1907, que ocupa una gran extensión de terreno, linda con todos los barrios de la alquería, y en concreto con el Barrio Bajo. Junto a este barrio, se construye, en primer lugar la barriada de Nuestra Señora del Pilar, al margen derecho de la carretera, compuesta de diez nuevas viviendas para obreros, construidas en parcelas individuales y entregadas en el año 1947. En segundo lugar se construyó la barriada de Nuestra Señora del Carmen, que fue inaugurada en 1950, siendo adjudicadas sus viviendas entre los trabajadores de la fábrica.
En 1960, a continuación de la barriada del Carmen, y al margen izquierdo de la carretera, se edificaron bloques de pisos en la llamada calle Santa Bárbara.
Cabe mencionar también la presencia de la iglesia parroquial de Nuestra Señora de los Remedios, reconstruida entre los años 1921 y 1924, en el mismo solar donde se encontraba ubicada la anterior, de la que se desconoce su fecha de construcción. Dicha parroquia se encuentra situada en el margen derecho de la carretera del Barrio Bajo.

## Demografía
Según el Instituto Nacional de Estadística de España, en el año 2024 El Fargue contaba con 576 habitantes censados, lo que representa el 0,25% de la población total del municipio de Granada.

### Evolución de la población
| Gráfica de evolución demográfica de El Fargue entre 2014 y 2024 |
|                                                                 |
| Datos según el nomenclátor publicado por el INE.                |

## Comunicaciones

### Carreteras
La única vía de comunicación que transcurre por la localidad es:
| Identificador | Denominación                        | Itinerario            |
| ------------- | ----------------------------------- | --------------------- |
| A-4002        | De Granada a la A-92 en Puerto Lobo | Granada - Puerto Lobo |

Algunas distancias entre El Fargue y otras ciudades:
| Ciudades         | Distancia (km) |
| ---------------- | -------------- |
| Granada (centro) | 8              |
| Jaén             | 98             |
| Almería          | 151            |
| Murcia           | 271            |